# ليزلي بلاكويل
ليزلي بلاكويل هو سياسي كندي، ولد في 9 نوفمبر 1897 في كندا، وتوفي في 20 أكتوبر 1959 في نفس البلد. حزبياً، نشط في حزب أونتاريو المحافظ التقدمي. وقد انتخب عضو برلمان مقاطعة أونتاريو.